# Ланча 1ЗМ
Оклопна кола Ланча 1З/1ЗМ (итал. Autoblindo Mitragliatrice Lancia Ansaldo 1Z) је италијански оклопни аутомобил из Првог и Другог светског рата који је произвела фирма Фијат-Ансалдо.

## У Првом светском рату
Планински предели на граници Италије и Аустроугарске, где је била линија фронта, нису били погодни за коришћење оклопних возила. Од 1916. 10 оклопних кола Ланча 1З коришћено је за патролирање у позадини фронта на реци Пијаве и у подножју Алпа. Возила су учествовала у бици код Капорета 1917., штитећи повлачење италијанске војске, а неколико је заробљено од Немаца.

## Међуратни период
Током 20-их и 30-их година већина возила упућена је у италијанске колоније у источној Африци (Еритреја) и Либији, где су учествовала у Италијанско-абисинском рату 1935. Мали број возила упућен је као помоћ националистима у Шпанском грађанском рату 1936-1938., где су била потпуно немоћна против совјетских БА-3/6. Неколико је продато краљевини Албанији.

## Други светски рат
Иако застарела, ова возила затекла су се у Либији и источној Африци са почетком рата, где су брзо изгубљена у борби са Британцима 1941. Нека су коришћена у окупационој служби на Балкану, нарочито у Југославији. Већина је заробљена и уништена током 1943-1944., а само једна су сачувана до данас.